# ایدا ماساتاکا
ایدا ماساتاکا (به ژاپنی: 井田正孝, Ida Masataka); ۵ اکتبر ۱۹۱۲ – ۶ فوریهٔ ۲۰۰۴) پرسنل نظامی، و اهالی کسب‌وکار اهل ژاپن بود. یک سرهنگ جوان در بخش امور نظامی وزارت ارتش ژاپن، در پایان جنگ جهانی دوم بود. او در فورموسا (تایوان) مستقر شده بود، اما در اوایل سال ۱۹۴۵ به او دستور داده شده شد به توکیو بازگردد. همراه با سرگرد هاتاناکا کنجی و چند نفر دیگر، وی یکی از اصلی‌ترین توطئه‌کنندگان در یک توطئه برای سرنگونی دولت نخست‌وزیر ژاپن سوزوکی کانتارو بودند؛ آنها آرزو داشتند که نهاد حکومت نظامی تحت وزیر ارتش ژاپن آنامی کوره‌چیکا تشکیل شود. با این حال، این طرح به نقشه ای مبدل شد، که توسط سرگردهاتاناکا کنجی مهندسی شده بود، برای تصرف کاخ امپراتوری توکیو و جلوگیری از پخش سخنرانی تسلیم شدن هیروهیتو، مشهور به پخش صدای جواهر سرهنگ دوم ایدا فقط کمی در این طرح شرکت کرد و سعی کرد تا پایان با هاتاناکا در مورد آن صحبت کند. بسیاری از تلاش وی برای «کودتا» اطلاع ندارند، گرچه ناکام ماند، اما به طرز خطرناکی ممکن بود به طولانی شدن جنگ و تغییر چهره تاریخ مدرن نزدیک شود.
آیدا تسلیم را خودکشی کل ملت و تلاش اعضای کابینه برای نجات جان خود، بدون توجه به شرافت ملت می‌دانست. او چنین می‌پنداشت که تنها راه ارتش برای به دست آوردن شرافت خود، و عذرخواهی از امپراتور برای شکست در جنگ خودکشی گسترده توسط هاراکیری است. در صورت عدم موفقیت، او قصد داشت خودش سپوکو را مرتکب شود. پس از درخواست سرگرد هاتاناکا کنجی، خالق طرح کودتا و درخواست برای پیوستن به او، وی پاسخ داد که این طرح هیچ تضمینی برای موفقیت ارائه نمی‌دهد و حتی ممکن است به یک جنگ داخلی منجر شود. او از پیوستن به این طرح امتناع ورزید و در عوض تصمیم خود را برای ادامه خودکشی ادامه داد.
ایدا مدتی برای کمک به هاتاناکا متقاعد شد، و درخواست پشتیبانی از سرلشکر موری تاکه‌شی از لشکر ۱ گارد سلطنتی و از ارتش منطقه شرقی (ژاپن) کرد. همان‌طور که او استدلال خود را برای سرلشکر موری توضیح داد، خودش بیش از پیش به این طرح علاقه‌مند شد. با این حال، پس از امتناع موری از حمایت از قیام، و ناتوانی ایدا در جلب حمایت ارتش منطقه شرقی، او دریافت که این طرح هرگز موفق نخواهد شد. او به کاخ امپراتوری توکیو رفت تا به هاتاناکا هشدار دهد که ارتش منطقه شرقی در حال جلوگیری از اقدام است و او باید تسلیم شود. آیدا احساس کرد که دیگر فرصتی برای موفقیت وجود ندارد و تنها پایان افتخاری آن می‌تواند خودکشی باشد.
ایدا که متقاعد شده بود تمام تلاش خود را برای منصرف کردن هاتاناکا انجام داده، رفت و به وزیر جنگ آنامی کوره‌چیکا دربارهٔ اشغال کاخ اطلاع داد. ایدا به آنامی اعلام کرد در حال شدن برای انجام سپپوکو است و قصد خود را برای این کار به وزیر اطلاع داد. آنامی اصرار داشت که ایدا زنده بماند زیرا کار برای بازسازی ژاپن شجاع تر از خودکشی است. آنامی خود را کشت، و ایدا را زیر نظر گرفتند تا مطمئن شوند که وی همان کار را نخواهد کرد. به دنبال دستور آنامی، ایدا تا پایان جنگ زنده ماند.
ایدا به دلیل شرکت خود در کودتا در دادگاه نظامی محاکمه شد، اما دادگاه را متقاعد کرد که او واقعاً سعی کرده‌است خطای خود را از طریق تلاش برای متقاعد کردن هاتاناکا برای دست کشیدن از توطئه کودتا خنثی کند. وی نام خود را به ایوادا تغییر داد و سرانجام رئیس اداره امور بزرگترین آژانس تبلیغاتی ژاپن شد.